# Skate America de 1981
O Skate America de 1981 foi a segunda edição do Skate America, um evento anual de patinação artística no gelo organizado pela Associação dos Estados Unidos de Patinação Artística (em inglês:  United States Figure Skating Association). A competição foi disputada na cidade de Lake Placid, Nova Iorque, Estados Unidos.

## Eventos
- Individual masculino
- Individual feminino
- Duplas
- Dança no gelo

## Medalhistas
| Evento                        | Ouro                                             | Prata                                                | Bronze                                         |
| Individual masculino detalhes | Scott Hamilton · Estados Unidos                  | Robert Wagenhoffer · Estados Unidos                  | Brian Boitano · Estados Unidos                 |
| Individual feminino detalhes  | Vikki de Vries · Estados Unidos                  | Elaine Zayak · Estados Unidos                        | Claudia Kristofics-Binder · Áustria            |
| Duplas detalhes               | Barbara Underhill · Paul Martini · Canadá        | Kitty Carruthers · Peter Carruthers · Estados Unidos | Elena Valova · Oleg Vasiliev · União Soviética |
| Dança no gelo detalhes        | Judy Blumberg · Michael Seibert · Estados Unidos | Elena Garanina · Igor Zavozin · União Soviética      | Karen Barber · Nicky Slater · Reino Unido      |

## Resultados

### Individual masculino
| Pos.              | Nome               | Nacionalidade  |
| ----------------- | ------------------ | -------------- |
| Medalha de ouro   | Scott Hamilton     | Estados Unidos |
| Medalha de prata  | Robert Wagenhoffer | Estados Unidos |
| Medalha de bronze | Brian Boitano      | Estados Unidos |
| 4                 |                    |                |
| 5                 |                    |                |
| 6                 | Gary Beacom        | Canadá         |
| 7                 |                    |                |
| 8                 | Gordon Forbes      | Canadá         |
| ...               |                    |                |

### Individual feminino
| Pos.              | Nome                      | Nacionalidade  |
| ----------------- | ------------------------- | -------------- |
| Medalha de ouro   | Vikki de Vries            | Estados Unidos |
| Medalha de prata  | Elaine Zayak              | Estados Unidos |
| Medalha de bronze | Claudia Kristofics-Binder | Áustria        |
| 4                 |                           |                |
| 5                 | Kay Thomson               | Canadá         |
| 6                 |                           |                |
| 7                 |                           |                |
| 8                 |                           |                |
| 9                 |                           |                |
| 10                |                           |                |
| 11                | Kerry Smith               | Canadá         |
| ...               |                           |                |

### Duplas
| Pos.              | Nome                                | Nacionalidade   |
| ----------------- | ----------------------------------- | --------------- |
| Medalha de ouro   | Barbara Underhill / Paul Martini    | Canadá          |
| Medalha de prata  | Kitty Carruthers / Peter Carruthers | Estados Unidos  |
| Medalha de bronze | Elena Valova / Oleg Vasiliev        | União Soviética |
| 4                 | Lea Ann Miller / William Fauver     | Estados Unidos  |
| 5                 | Maria DiDomenico / Burt Lancon      | Estados Unidos  |
| 6                 | Katherina Matousek / Eric Thomsen   | Canadá          |
| ...               |                                     |                 |

### Dança no gelo
| Pos.              | Nome                            | Nacionalidade   |
| ----------------- | ------------------------------- | --------------- |
| Medalha de ouro   | Judy Blumberg / Michael Seibert | Estados Unidos  |
| Medalha de prata  | Elena Garanina / Igor Zavozin   | União Soviética |
| Medalha de bronze | Karen Barber / Nicky Slater     | Reino Unido     |
| 4                 | Elisa Spitz / Scott Gregory     | Estados Unidos  |
| 5                 |                                 |                 |
| 6                 | Joanne French / John Thomas     | Canadá          |
| 7                 |                                 |                 |
| 8                 | Donna Martini / John Coyne      | Canadá          |
| ...               |                                 |                 |

## Quadro de medalhas
| Ordem | País            | Medalha de ouro | Medalha de prata | Medalha de bronze |    | Ordem por total |
| ----- | --------------- | --------------- | ---------------- | ----------------- | -- | --------------- |
| 1     | Estados Unidos  | 3               | 3                | 1                 | 7  | 1               |
| 2     | Canadá          | 1               |                  |                   | 1  | 2               |
| 3     | União Soviética |                 | 1                | 1                 | 2  | 3               |
| 4     | Áustria         |                 |                  | 1                 | 1  | 4               |
| 4     | Reino Unido     |                 |                  | 1                 | 1  | 4               |
| TOTAL | TOTAL           | 4               | 4                | 4                 | 12 | —               |